# Wishing Well (Terence Trent D'Arby)
Wishing Well is een nummer van de Amerikaanse zanger Terence Trent D'Arby uit 1987. Het is de tweede single van zijn debuutalbum Introducing the Hardline According to Terence Trent D'Arby.
De plaat werd wereldwijd een grote hit en bereikte in thuisland de Verenigde Staten de nummer 1-positie van de Billboard Hot 100 en in Australië de negende positie van de hitlijst. In het Verenigd Koninkrijk bereikte de plaat de vierde positie in de UK Singles Chart.
In Nederland was de plaat op 26 juli 1987 Speciale Aanbieding bij Radio 3 en werd een grote hit. De plaat bereikte de nummer 1-positie in de Nederlandse Top 40 en de derde positie in de Nationale Hitparade Top 100. In Vlaanderen bereikte de plaat de dertiende positie in de Ultratop 50 en de vijftiende positie in de Radio 2 Top 30.

## Hitnoteringen

### Nederlandse Top 40
| Hitnotering: 15-08-1987 t/m 31-10-1987 | Hitnotering: 15-08-1987 t/m 31-10-1987 | Hitnotering: 15-08-1987 t/m 31-10-1987 | Hitnotering: 15-08-1987 t/m 31-10-1987 | Hitnotering: 15-08-1987 t/m 31-10-1987 | Hitnotering: 15-08-1987 t/m 31-10-1987 | Hitnotering: 15-08-1987 t/m 31-10-1987 | Hitnotering: 15-08-1987 t/m 31-10-1987 | Hitnotering: 15-08-1987 t/m 31-10-1987 | Hitnotering: 15-08-1987 t/m 31-10-1987 | Hitnotering: 15-08-1987 t/m 31-10-1987 | Hitnotering: 15-08-1987 t/m 31-10-1987 | Hitnotering: 15-08-1987 t/m 31-10-1987 | Hitnotering: 15-08-1987 t/m 31-10-1987 |
| Week                                   | 1                                      | 2                                      | 3                                      | 4                                      | 5                                      | 6                                      | 7                                      | 8                                      | 9                                      | 10                                     | 11                                     | 12                                     |                                        |
| -------------------------------------- | -------------------------------------- | -------------------------------------- | -------------------------------------- | -------------------------------------- | -------------------------------------- | -------------------------------------- | -------------------------------------- | -------------------------------------- | -------------------------------------- | -------------------------------------- | -------------------------------------- | -------------------------------------- | -------------------------------------- |
| Nummer                                 | 34                                     | 22                                     | 14                                     | 9                                      | 6                                      | 3                                      | 1                                      | 3                                      | 4                                      | 10                                     | 22                                     | 40                                     | uit                                    |

### Nationale Hitparade Top 100
| Hitnotering: 25-07-1987 t/m 21-11-1987 | Hitnotering: 25-07-1987 t/m 21-11-1987 | Hitnotering: 25-07-1987 t/m 21-11-1987 | Hitnotering: 25-07-1987 t/m 21-11-1987 | Hitnotering: 25-07-1987 t/m 21-11-1987 | Hitnotering: 25-07-1987 t/m 21-11-1987 | Hitnotering: 25-07-1987 t/m 21-11-1987 | Hitnotering: 25-07-1987 t/m 21-11-1987 | Hitnotering: 25-07-1987 t/m 21-11-1987 | Hitnotering: 25-07-1987 t/m 21-11-1987 | Hitnotering: 25-07-1987 t/m 21-11-1987 | Hitnotering: 25-07-1987 t/m 21-11-1987 | Hitnotering: 25-07-1987 t/m 21-11-1987 | Hitnotering: 25-07-1987 t/m 21-11-1987 | Hitnotering: 25-07-1987 t/m 21-11-1987 | Hitnotering: 25-07-1987 t/m 21-11-1987 | Hitnotering: 25-07-1987 t/m 21-11-1987 | Hitnotering: 25-07-1987 t/m 21-11-1987 | Hitnotering: 25-07-1987 t/m 21-11-1987 | Hitnotering: 25-07-1987 t/m 21-11-1987 |
| Week                                   | 1                                      | 2                                      | 3                                      | 4                                      | 5                                      | 6                                      | 7                                      | 8                                      | 9                                      | 10                                     | 11                                     | 12                                     | 13                                     | 14                                     | 15                                     | 16                                     | 17                                     | 18                                     |                                        |
| -------------------------------------- | -------------------------------------- | -------------------------------------- | -------------------------------------- | -------------------------------------- | -------------------------------------- | -------------------------------------- | -------------------------------------- | -------------------------------------- | -------------------------------------- | -------------------------------------- | -------------------------------------- | -------------------------------------- | -------------------------------------- | -------------------------------------- | -------------------------------------- | -------------------------------------- | -------------------------------------- | -------------------------------------- | -------------------------------------- |
| Nummer                                 | 96                                     | 85                                     | 60                                     | 22                                     | 10                                     | 8                                      | 7                                      | 5                                      | 3                                      | 3                                      | 4                                      | 5                                      | 11                                     | 17                                     | 34                                     | 41                                     | 61                                     | 71                                     | uit                                    |